# Chilocorus stigma
Chilocorus stigma – gatunek chrząszcza z rodziny biedronkowatych i podrodziny Coccinellinae. Występuje w Kanadzie i Stanach Zjednoczonych.

## Taksonomia
Gatunek ten opisany został po raz pierwszy w 1835 roku przez Thomasa Saya na łamach „Boston Journal of Natural History” pod nazwą Coccinella stigma. Lokalizacji typowej nie usatlono. Do rodzaju Chilocorus przeniesiony został w 1853 roku przez Fredericka Ernsta Melsheimera. W 1850 roku przez Étienne’a Mulsanta opisany został Chilocorus bivulnerus, którego później zsynonimizowano z omawianym gatunkiem. 

## Morfologia i cytogenetyka

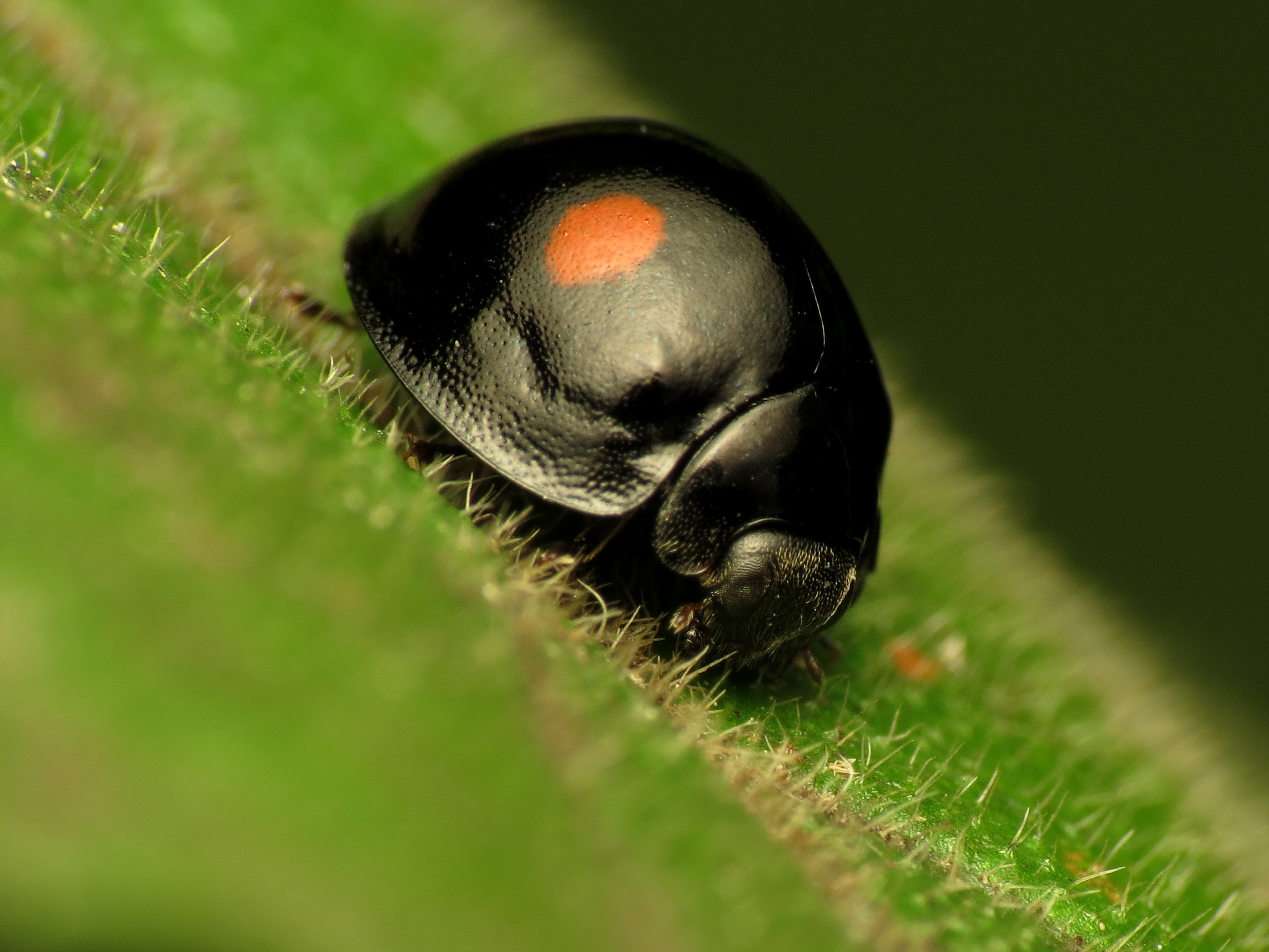
Widok z boku

Chrząszcz o szeroko-owalnym, mocno wysklepionym ciele długości od 3,75 do 5 mm i szerokości od 3 do 4,25 mm. Zarys ciała jest z tyłu lekko zwężony. Wierzch ciała pozbawiony jest owłosienia, gładki, połyskujący, punktowany grubiej i gęściej niż u C. orbus. Ubarwienie wierzchu ciała jest czarne z parą żółtych lub czerwonych plam na pokrywach umieszczonych przed środkiem ich długości. Spód głowy i tułowia jest czarny, odwłoka zaś żółty lub czerwony.
Rozróżnienie między C. stigma a C. tricyclus i C. hexacyclus możliwe jest dzięki badaniom kariotypu i wzoru mejotycznego. U C. stigma występuje jednak aneuploidia powodująca dużą zmienność w liczbie chromosomów między osobnikami oraz daleko posunięty polimorfizm chromosomalny, a więc zmienność w kształcie chromosomów między osobnikami. 2n u samców wynosi od 19 do 25, u samic zaś od 20 do 26. U C. tricyclus 2n=20, a u C. hexacyclus 2n=14.

## Ekologia i występowanie
Zarówno larwy, jak i owady dorosłe są drapieżnikami żerującymi na czerwcach (kokcydofagia) i mszycach (afidofagia). Bytują na liściach, gałęziach i pniach drzew zasiedlonych przez te pluskwiaki (arborikole).
Owad nearktyczny, znany z Kanady i Stanów Zjednoczonych. W tej pierwszej rozmieszczony jest od południowego wschodu Alberty przez południowe części Saskatchewanu, Manitoby, Ontario i Quebecu po Nowy Brunszwik i Nową Szkocję.
W Stanach obejmuje zasięgiem Idaho, Nevadę, Utah, Arizonę, Montanę, Wyoming, Kolorado, Nowy Meksyk, Dakotę Północną, Dakotę Południową, Nebraskę, Kansas, Oklahomę, Teksas, Minnesotę, Iowę, Missouri, Arkansas, Luizjanę, Wisconsin, Michigan, Illinois, Indianę, Ohio, Kentucky, Tennessee, Missisipi, Alabamę, Maine, Vermont, New Hampshire, Nowy Jork, Massachusetts, Connecticut, Rhode Island, Pensylwanię, New Jersey, Delaware, Maryland, Dystrykt Kolumbii, Wirginię Zachodnią, Wirginię, Karolinę Północną, Karolinę Południową, Georgię i Florydę.